# هایدی پلاتری
هایدی پلاتری (انگلیسی: Heidi Pelttari؛ زادهٔ ۲ اوت ۱۹۸۵) بازیکن هاکی روی یخ اهل ایالات متحده آمریکا است.